# アレクセイ・ソコロフ
アレクセイ・ソコロフ（ロシア語: Алексей Соколов、1979年1月15日 - ）は、旧ソビエト連邦レニングラード出身の男性フィギュアスケートペア選手。パートナーはユリア・オベルタス、ユリア・シャピロ、スヴェトラーナ・ニコラエワ。

## 経歴
現在のサンクトペテルブルクにあたるレニングラードに生まれ、5歳のころにスケートを始めた。ジュニア時代の前半はスヴェトラーナ・ニコラエワとペアを組み、1997-1998年シーズンに創設されたばかりのISUジュニアシリーズに参戦した。同シーズンの世界ジュニア選手権では2位となるなど頭角を現した。翌1998-1999年シーズン、ジュニアグランプリで表彰台に乗ったものの優勝はなく、2度目の出場となった世界ジュニア選手権でもメダルを逃し、シーズン終了後にスヴェトラーナ・ニコラエワとのペアは解散。新たにユリア・シャピロとペアを結成した。
1999-2000年シーズン、JGPチェコスケートとJGPスケートスロベニアで連続優勝し、JGPファイナルでは2位、2000年世界ジュニア選手権では3位となったもののわずか1シーズンでペアは解散した。
2000年夏、ウクライナから移籍したユリア・オベルタスとペアを組んだ。2002-2003年シーズン、グランプリシリーズでは2大会連続で表彰台に乗り、グランプリファイナルへ出場し4位。2003年欧州選手権ならびに2003年世界選手権にも出場したが、シーズン終了後にオベルタスとのペアを解消。

## 主な戦績
- 1998-99までスヴェトラーナ・ニコラエワとのペア
- 1999-00はユリア・シャピロとのペア
- 2000-01よりユリア・オベルタスとのペア

| 大会/年                       | 1997-98 | 1998-99 | 1999-00 | 2000-01 | 2001-02 | 2002-03 |
| ----------------------------- | ------- | ------- | ------- | ------- | ------- | ------- |
| 世界選手権                    |         |         |         |         |         | 8       |
| 欧州選手権                    |         |         |         |         |         | 5       |
| ロシア選手権                  |         |         |         | 4       | 4       | 3       |
| GPファイナル                  |         |         |         |         |         | 4       |
| GPスケートアメリカ            |         |         |         |         | 4       |         |
| GPロシア杯                    |         |         |         |         | 5       | 3       |
| GPボフロスト杯                |         |         |         |         |         | 2       |
| GPNHK杯                       |         |         |         |         | 4       |         |
| ネーベルホルン杯              |         |         |         |         |         | 2       |
| 世界Jr.選手権                 | 2       | 6       | 3       |         |         |         |
| JGPファイナル                 | 5       | 5       | 2       |         |         |         |
| JGPスケートスロベニア         |         |         | 1       |         |         |         |
| JGPチェコスケート             |         |         | 1       |         |         |         |
| JGPSNPバンスカー              |         | 3       |         |         |         |         |
| JGPハンガリー                 |         | 2       |         |         |         |         |
| JGPブラオエン・シュベルター杯 | 3       |         |         |         |         |         |
| JGPサン・ジェルヴェ           | 1       |         |         |         |         |         |

### 詳細
| 2002-2003 シーズン  |                                                          |    |    |      |
| 開催日              | 大会名                                                   | SP | FP | 結果 |
| 2003年3月24日-30日  | 2003年世界フィギュアスケート選手権（ワシントンD.C.）     | 4  | 8  | 8    |
| 2003年1月20日-26日  | 2003年ヨーロッパフィギュアスケート選手権（マルメ）       | 4  | 5  | 5    |
| 2002年11月22日-24日 | ISUグランプリシリーズ ロシア杯（モスクワ）               | 3  | 3  | 3    |
| 2002年11月8日-10日  | ISUグランプリシリーズ ボフロスト杯（ゲルゼンキルヒェン） | 3  | 2  | 2    |
| 2002年9月4日-7日    | ネーベルホルン杯（オベルシュトドルフ）                   | 2  | 2  | 2    |